# Tuinfeest
Het Tuinfeest is een jaarlijks muziekfestival met verschillende bands, DJ's en salsa groepen dat sinds 1985 wordt georganiseerd in het laatste weekend van juni. Het festival gaat door in de tuin van Huize Bastyns, ook wel Nief Park genoemd, te Beerse. Van een klein festival met enkele honderden bezoekers is het uitgegroeid tot een festival met ±2500 bezoekers.
Sinds de start is de organisatie in handen van de jeugd van Beerse, die actief is in het lokale jeugdhuis. Van dinsdag tot maandag zijn deze vrijwilligers dag en nacht bezig met opbouw, het Tuinfeest zelf en afbraak. Deze ploeg heeft tot doel het Tuinfeest groter en professioneler te maken, zonder het lokale karakter uit het oog te verliezen. In 2009, voor het 25-jarig bestaan, is men opnieuw begonnen met het zomerterras op zondag. Deze dag is ten opzichte van zaterdag ook geschikt voor gezinnen met kinderen door de rustigere activiteiten. Eén van de kernwaarden van dit evenement is de toegankelijkheid voor alle personen. Zo zorgt men ervoor dat deze waarde gewaarborgd blijft door o.a. de toegangsprijs gratis te houden.